# Thaddäus Soiron
Thaddäus Soiron (* 25. März 1881 in Kohlscheid-Kircheich als Hubert Heinrich Leo Soiron; † 30. Juni 1957 in Moresnet-Chapelle, Ostbelgien) war ein deutscher Franziskaner (OFM), Theologe und Hochschullehrer.

## Leben
Hubert Soirons Eltern Joseph und Helene stammten aus Belgien; der Vater war Grubenbeamter und Expedient. Hubert hatte drei Geschwister. Er besuchte das Kaiser-Karls-Gymnasium in Aachen bis 1900 und trat noch als Schüler ins Noviziat der Sächsischen Franziskanerprovinz (Saxonia) in Warendorf ein, wo er den Ordensnamen Thaddäus erhielt. Nach dem einjährigen Noviziat schloss er seine Gymnasialausbildung am Kolleg des Ordens in Harreveld (Niederlande) ab und legte dort 1903 das Abitur ab. Ab 1903 studierte er an den Studienhäusern der Provinz in Dorsten (Philosophie) und Paderborn (Theologie), empfing 1909 in Paderborn die Priesterweihe und war danach als Seelsorger tätig.

## Wissenschaftler und Prediger
Ab 1911 betrieb er an der Universität Münster Studien der Theologie, Philosophie und semitischen Philologie, die er 1913 in München fortsetzte. 1915 promovierte er mit einer Arbeit über „Die Logia Jesu“ bei Max Meinertz (1880–1965) in Münster. Von 1914 bis 1929 war P. Thaddäus als Lektor für Homiletik und neutestamentliche Exegese an der Ordenshochschule in Paderborn tätig, von 1915 bis 1918 war er zugleich Domprediger in Paderborn.
Als Domprediger veröffentlichte er während des Ersten Weltkriegs „Kriegspredigten“, in denen er gegen Formen der Kriegsbegeisterung auch die Schattenseiten des Krieges benannte, beispielsweise: „Der Krieg ist etwas Furchtbares. Er ist die Summe von Härte und Grausamkeit, von Unglück und Jammer, von Leid und Not […] Zumal ein Krieg, der nun bereits ein und ein halbes Jahr auf das heimgesuchte Europa Blut sät und Tränen, der bereits ein und ein halbes Jahr eine nie gesehene Ernte hält unter der Blüte der Nationen, der Mutterherzen bricht, Familien aussterben, Kinder verwaisen läßt. O, welch furchtbarer Schrecken ist dieser Weltkrieg“.
Als am 17. April 1929 die Kölnische Franziskanerprovinz (Colonia) wiederbelebt wurde, wurde P. Thaddäus – wie die meisten aus dem Rheinland stammenden Mitglieder der Saxonia – Mitglied dieser Provinz und wechselte an die neue Ordenshochschule der Colonia in Mönchengladbach, wo er zur „geistig beherrschenden Figur“ (P. Norbert Hartmann OFM) mit den Fächern Homiletik, Exegese und Dogmatik wurde. Bis 1935 war er Studienpräfekt, ab 1932 Submagister und ab 1935 bis 1938 Magister der Kleriker. 1941–44 fungierte er als Definitor der Ordensprovinz. Ab 1939 hielt Soiron Gastvorlesungen im Priesterseminar in Aachen, ab 1945 bis 1951 als „Seminar-Professor für Bibelwissenschaften“. Neben seiner Hochschultätigkeit war er lange Vorstandsmitglied des Katholischen Akademikerverbandes und hielt vielfach Exerzitienkurse, Einkehrtage und Konferenzen für Priester und Ordensleute.
Als Wissenschaftler bemühte Thaddäus Soiron sich um eine zeitgemäße Exegese, was zu innerkirchlichen Widerständen führte. Sein Werk „Das heilige Buch“ erschien erst 1928 nach zehnjähriger Verzögerung mit Textänderungen, die die päpstlichen Behörden in Rom verlangt hatten. Seine exegetischen Forschungen sah er in engem Zusammenhang zu Verkündigung und Seelsorge. Als Pseudonyme benutzte er auch H. Haser und H. Ernst.
Soiron begründete mehrere Publikationsreihen und Zeitschriften und gab sie mehrere Jahre heraus:
- Neutestamentliche Predigten (ab 1917)
- Kirche und Kanzel (ab 1918, Schriftleiter bis 1936)
- Predigtstudien. Beiträge zur Geschichte, Theorie und Praxis der Predigt (ab 1919, mit Adolf Donders)
- Wissenschaft und Weisheit. Zeitschrift für augustinisch-franziskanische Theologie und Philosophie in der Gegenwart. (ab 1933).

P. Thaddäus Soiron gehörte zuletzt zum Konvent der Colonia im ostbelgischen Moresnet-Chapelle, wo er am 30. Juni 1957 starb. Er wurde auf dem Franziskanerfriedhof auf dem dortigen Calvaire beigesetzt.

## Veröffentlichungen (Auswahl)
- Die Logia Jesu. Eine literarkritische und literargeschichtliche Untersuchung zum synoptischen Problem. Aschendorff, Münster i.W. 1916.
- Gott und der Krieg. Kriegspredigten über Gottes Dasein und Gottes Eigenschaften. Borgmeyer, Münster i.W. 1916.
- Die Probe des Christentums im Weltkriege. Kriegspredigten. Borgmeyer, Münster 1917.
- In der Leidensschule des Herrn. (Neutestamentliche Predigten 2) Schöningh, Paderborn 1918.
- Sankt Franziskus und die Gegenwart. Werl 1927.
- Das heilige Buch. Einleitung zur Lesung der Hl. Schrift. Freiburg 1928.
- Das Evangelium und die heiligen Stätten in Palästina. Schöningh, Paderborn 1929.
- [Herausgeber:] Doctoris seraphici S. Bonaventurae Prolegomena ad sacram theologiam. Hanstein, Bonn 1932.
- Menschenschicksale unter dem Kreuze. Zeitgemäße Fastenpredigten. Schöningh, Paderborn 1932.
- Glaube, Hoffnung und Liebe. Ein Buch über das Wesen christlicher Frömmigkeit. Pustet, Regensburg 1934.
- Das Geheimnis der christlichen Schule. Schnell, Warendorf 1935.
- Heilige Theologie. Grundsätzliche Darlegungen. Pustet, Regensburg 1935.
- Das Geheimnis des Gebetes. Herder, Freiburg 1937.
- Die Bergpredigt Jesu. Formgeschichtliche, exegetische und theologische Erklärung. Freiburg 1941.
- Die Verkündigung des Wortes Gottes. Herder, Freiburg 1943.
- Der sakramentale Mensch. Von Sinn und Aufbau der Sakramente. Herder, Freiburg 1946.
- Das Christusgeheimnis unseres Lebens. Wien 1948.
- Die Kirche als der Leib Christi. Nach der Lehre des hl. Paulus, exegetisch, systematisch, in ihrer theologischen und praktischen Bedeutung dargestellt. Patmos, Düsseldorf 1951.